# Província de Neamț
La província de Neamț (IPA: [neamʦ]) és un județ, una divisió administrativa de Romania, a la regió de Moldàvia i amb capital a Piatra Neamț.

## Límits
- Província de Iași i província de Vaslui a l'est.
- Província de Harghita a l'oest.
- Província de Suceava al nord.
- Província de Bacău al sud.

## Demografia
El 2002, tenia 557,000 i una densitat de població de 99 h/km².
- Romanesos - 98.66%[1]
- Hongaresos - 0,05%
- Gitanos - 1.08
- Lipovans - 0,07%, i altres

| Any  | Població |
| ---- | -------- |
| 1948 | 357,348  |
| 1956 | 419,949  |
| 1966 | 470,206  |
| 1977 | 532,096  |
| 1992 | 578,420  |
| 2002 | 554,516  |

## Divisió Administrativa
La Província té 2 municipalitats, 3 ciutats i 76 comunes.

### Municipalitats
- Piatra Neamț - capital; població: 125,050
- Roman

### Ciutats
- Bicaz
- Roznov
- Târgu Neamț

### Comunes
| - Agapia - Alexandru cel Bun - Bahna - Bălțătești - Bârgăuani - Bicaz-Chei - Bicazu Ardelean - Bâra - Bodești - Boghicea - Borca - Borlești - Botești - Bozieni | - Brusturi - Cândești - Ceahlău - Cordun - Costișa - Crăcăoani - Dămuc - Dobreni - Doljești - Dragomirești - Drăgănești - Dulcești - Dumbrava Roșie - Farcașa | - Făurei - Gârcina - Gherăești - Ghindăoani - Girov - Grințieș - Grumăzești - Hangu - Horia - Icușești - Ion Creangă - Mărgineni - Moldoveni - Negrești | - Oniceni - Păstrăveni - Pângărați - Petricani - Piatra Şoimului - Pipirig - Podoleni - Poiana Teiului - Poienari - Răucești - Războieni - Rediu - Români - Ruginoasa | - Sagna - Săbăoani - Săvinești - Secuieni - Stănița - Ştefan cel Mare - Tarcău - Tașca - Tazlău - Tămășeni - Timișești - Trifești - Tupilați - Ţibucani | - Urecheni - Valea Ursului - Văleni - Vânători-Neamț - Zănești |

- Humulești
- Poiana Largului

### Famosos nadius
- Ion Creangă, escriptor
- Sergiu Celibidache, director d'orquestra
- Vasile Conta, filòsof
- Constantin Matasă, arqueòleg
- Gheorghe Cartianu, enginyer